# Chronostych

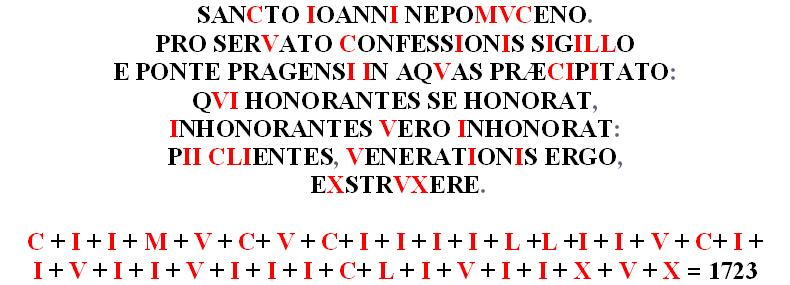
Chronostych na cokole figury Świętego Jana Nepomucena przed kościołem Świętego Macieja we Wrocławiu

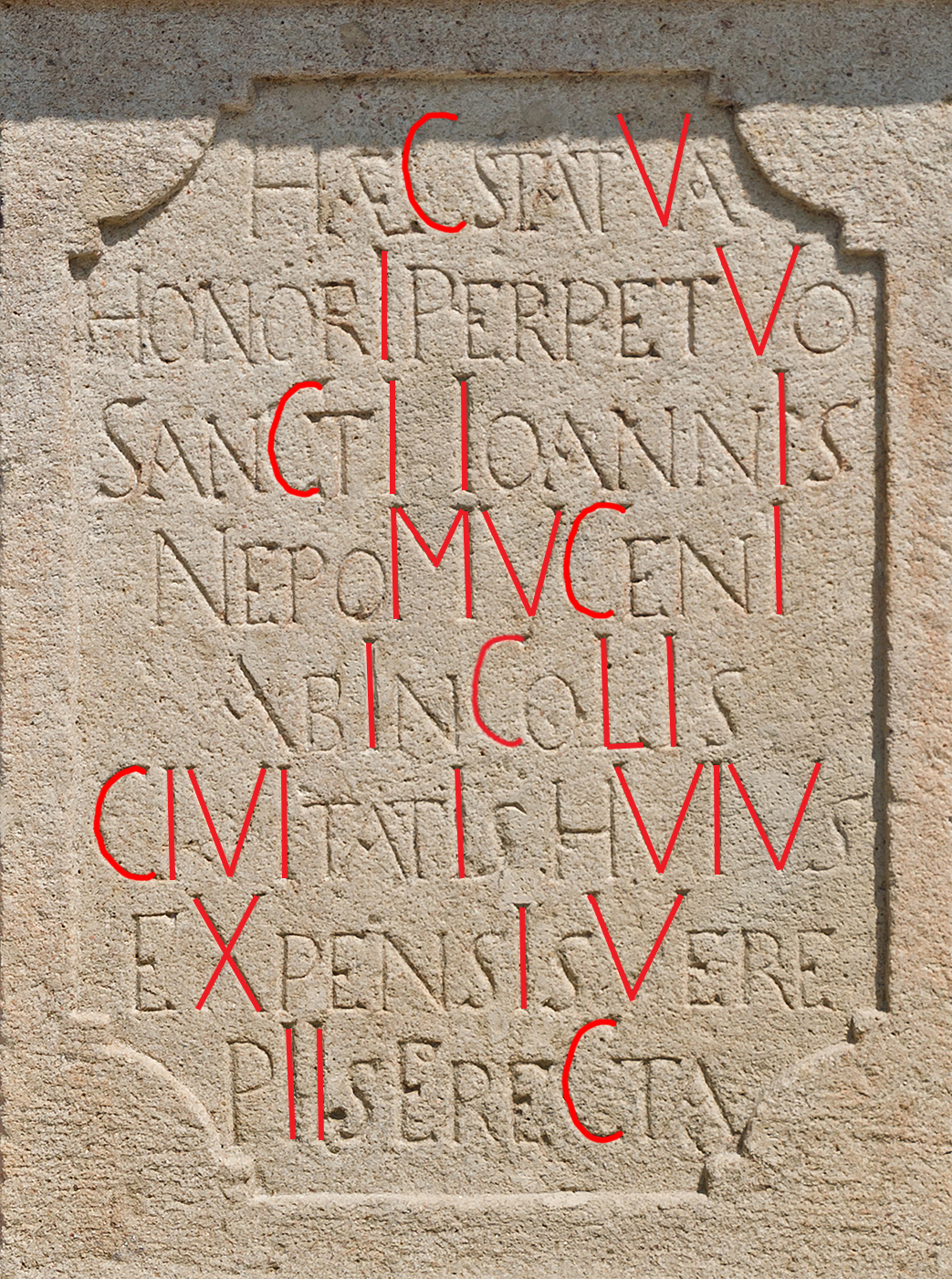
Chronostych wskazujący rok postawienia figury – 1709 w inskrypcji łac. w Lądku-Zdroju

Chronostych lub chronogram – jeden ze sposobów zapisywania dat rocznych stosowany m.in. w okresie baroku.
Jest to coś w rodzaju łamigłówki wykorzystującej fakt, że w alfabecie łacińskim litery I, V, X, L, C, D, M pełnią jednocześnie funkcje cyfr rzymskich. Do zapisania w ten sposób daty używano cytatów z Pisma Świętego lub wierszy. Aby odczytać datę, należy zsumować wartości liczbowe liter będących jednocześnie cyframi. Dla ułatwienia litery te wyróżniano odmiennym modułem.
Krzeszów
haeC est ConstrVCta pro gLorIa aC VeneratIone IesV MarIae IosephI IpsI VsqVe beatae ConsangVInItatIs ChrIstI (To jest budowla dla chwały i czci Jezusa, Marii, Józefa, ich samych oraz błogosławionych krewnych Chrystusa) głosi napis w pocysterskim kościele pw. św. Józefa w Krzeszowie, umieszczony nad emporą organową, pomiędzy namalowanymi tam czterema ewangelistami. Podaje on jednocześnie datę rozpoczęcia prac malarskich w kościele:
C+C+V+C+L+I+C+V+I+I+V+M+I+I+I+I+I+V+V+C+V+I+I+I+C+I+I
czyli
100+100+5+100+50+1+100+5+1+1+5+1000+1+1+1+1+1+5+5+100+5+1+1+1+100+1+1
a więc rok 1693. Należy zwrócić uwagę, że w tekście nie pojawia się ani jedna zbędna litera – cyfra.
Lądek-Zdrój
Chronostych umieszczony na cokole figury św. Jana Nepomucena na Moście św. Jana w Lądku-Zdroju, wskazujący rok postawienia figury  – 1709, w inskrypcji łac. HÆC STATVA HONORI PERPETVO SANCTI IOANNIS NEPOMVCENI AB INCOLIS CIVITATIS HVIVS EXPENSIS VERE PIIS ERECTA / Pomnik na wieczną cześć św. Jana Nepomucena sumptem mieszkańców miasta wzniesiony (ze wskazaniem liter znaczących HÆC STATVA HONORI PERPETVO SANCTI IOANNIS NEPOMVCENI AB INCOLIS CIVITATIS HVIVS EXPENSIS VERE PIIS ERECTA).
Ten charakterystycznie dla baroku udziwniony sposób datowania stosowany był nie tylko na inskrypcjach, ale i w twórczości literackiej, a także trafiał do dzieł naukowych. Pochodzący ze Lwowa Michał Boym, jezuicki misjonarz na Dalekim Wschodzie i wysłannik cesarza Chin do papieża, a jednocześnie botanik, w swym dziele Flora sinensis (Flora Chin) zadedykowanym cesarzowi Leopoldowi I, zawarł stuwierszowy chronostych będący panegirykiem na cześć swego mecenasa, a w każdym wierszu dzieła umieścił datę 1655, czyli rok jego koronacji na króla Węgier.
Czasami stosowano w połączeniu z chronostychem kabalistyczną formę zapisu dat.